# Midkemia

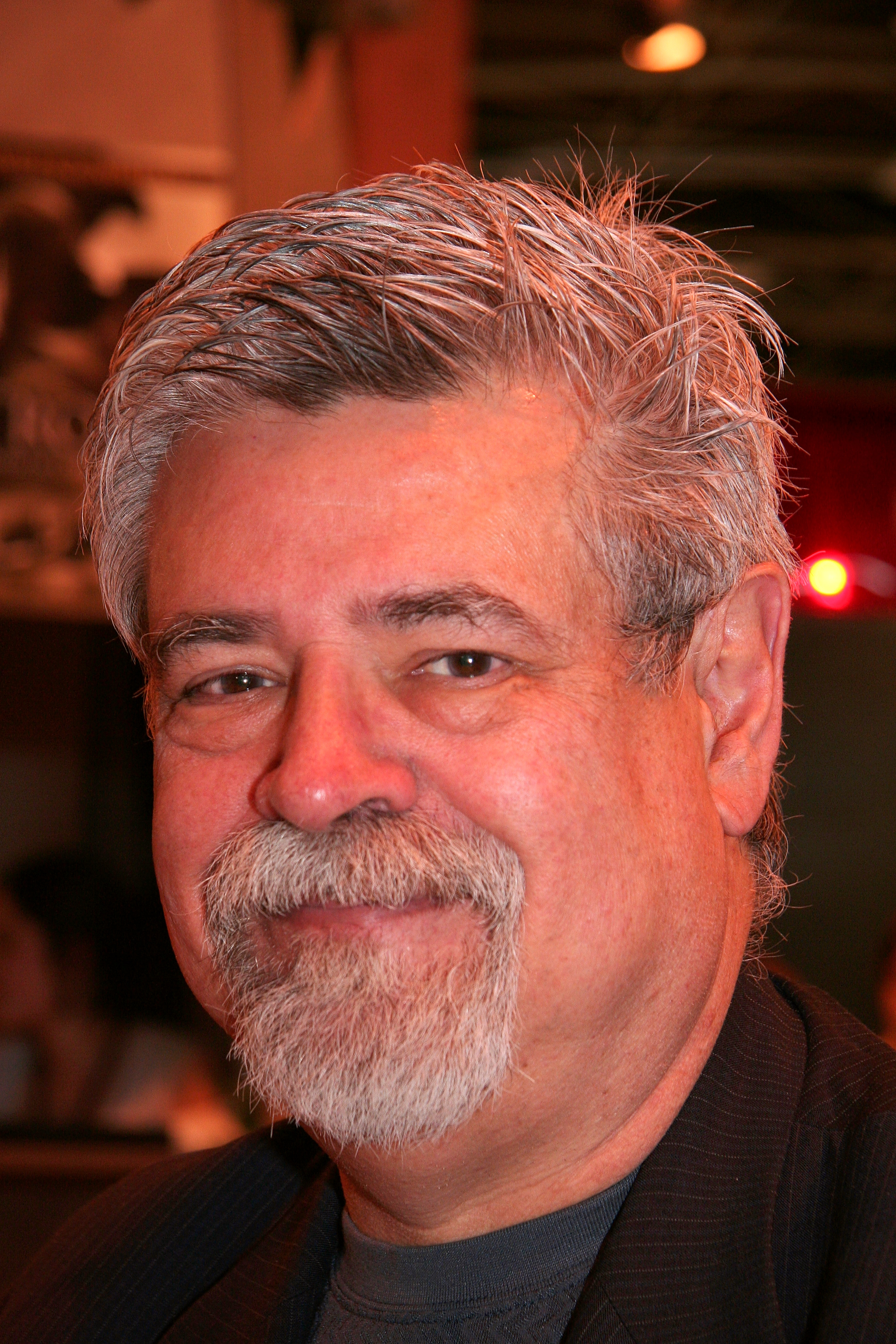
Raymond E. Feist, tvůrce světa fantasy Midkemia

Midkemia je propracovaný fiktivní svět fantasy s podobou středověké Evropy. Byla vymyšlena americkým spisovatelem Raymondem E. Feistem a jeho přáteli. Postupem času vznikla firma Dynamix, která Midkemii převedla do počítačové podoby v hrách Betrayal at Krondor a Return to Krondor.

## Geografie a geopolitika
Midkemia je planeta, ze které nám jsou známy 3 kontinenty: Triagie, Novindus a Winet.
Zcela největší kontinentem je Triagie, která se rozkládá se na severní i jižní polokouli téměř od jednoho pólu ke druhému. Západní břeh oblévá oceán Nekonečné moře, východní pak oceán Velké moře. Kontinent je rozdělen na tři subkontinenty vzájemně oddělené užší částí hornaté pevniny, na severní, rovníkový a jižní. Severní a rovníkový subkontinent jsou také odděleny dvěma vnitřními moři - na západě Hořkým a na východě Královským. Většina autorových příběhů se odehrává na severním subkontinentu a tento je tak nejpodrobněji popsán. Naopak na jižní subkontinent za pohořím Keshanský se v příbězích téměř nedostaneme. O této části je známo, že je z velké části tvořena pustinami a bažinami. Západní část severního subkontinentu se nedá označit jinak než divočinou. Hornaté a drsné části se střídají s temnými lesy a hvozdy. Oproti tomu je východní část spíše nížinná a úrodná. Rovníkový subkontinent je tvořen rozsáhlými pouštěmi, divokými pohořími, ale také úrodnými nížinami. 
Novindus je druhý největší kontinent Midkemie. Leží na jižní polokouli východně od Triagie přes Nekonečné moře. Tvar kontinentu může připomínat Indii a jeho jméno zní jako Nova Indus (latinsky „Nová Indie“). Severní pobřeží kontinentu je náhorní planina od moře oddělena velmi vysokými útesy a většinou je tvořena nehostinnou pustinou až pouští. Střední část světadílu je tvořena úrodnými nížinami v okolí mohutných vodních toků a travnatými planinami. Západní část je tvořena hvozdy a vysokým pohořím, o kterém se traduje, že zde žijí bohové.
O kontinentu jménem Winet se toho moc neví. V knihách je zmíněn pouze jednou, kdy sem po Hadí válce Pug přenesl rasu Saaurů.

### Severní Triagie
Severní tundra je divoká a z velké části lidmi neprozkoumaná z důvodu, že od zbytku severního subkontinentu je oddělena vysokým pohořím zvaným Zuby Světa, kde je známo pouze několik málo průsmyků, které jsou po většinu roku zasypány sněhem. Na západě se nachází Velké severní pohoří, na východě pak Zuby světa přechází v Severní stráž. Politicky se jedná o nesourodou oblast. Severní úpatí Zubů světa je velmi řídce kolonizováno a obýváno lidmi z řad horalů, dobrodruhů nebo vyvrhelů společnosti. Dále na sever pak žijí elfové (v pláních a pustinách moredhel a ve hvozdech glamredhel). Nachází se zde starobylá města z dob vlády rasy Valheru - Sar-Sargoth a Armengar.
V ságách od Feista je nejvíce popsána západní část severního subkontinentu. Na západě se nachází Vzdálené pobřeží ohraničená z jihozápadu Nekonečným mořem, ze severu Velkým severním pohořím a z východu Šedými věžemi. Územím protéká řeka Crydee vytékající z Blankytného jezera na úpatí Kamenné hory a Yabonské vrchoviny. Po obou stranách řeky Crydee se rozkládají velké hvozdy, oba dva obývanými elfy. V severním se rozkládá veliké, pro mnoho elfích ras legendární, stromové město Elvandar a je obýváno rasou eledhel. Zeleným srdcem, jižní částí, často migrují jejich vzdálení příbuzní moredhel. Šedé věže jsou oblast obývaná na povrchu i v podzemí několika kmenů trpaslíků, z nichž je nejvýznamnější vesnice Cadara a Kamenná hora. Přibližně 50 až 100 let před prvním vyprávěním (sága Trhlinové války) bylo pobřeží kolonizováno lidmi z Ostrovního království. Jižně od Zeleného srdce byla založena pobřežní města Tulan a významný přístav Carse, hvozdy je pak obklopen Jonril. O něco severněji u ústí stejnojmenné řeky bylo založeno město a hrad Crydee, správní sídlo celé oblasti a sídlo vévody.
Hořké moře je rozsáhlé vnitřní moře, které se rozkládá mezi severním a rovníkovým subkontinentem v jejich západní části. Z moře ční několik ostrovů. např. Queq nebo tajemný, pověstmi a magií zahalený Čarodějův ostrov, sídlo Macrose Temného nebo později organizace Konkláve stínů. Hořké moře je od oceánu Nekonečné moře je odděleno úzkým průlivem Úžina temnot. Ten byl pojmenován dle převládajícího bouřkového počasí, skalnatých útesů a divokých mořských proudů. Na západ o Úžiny se hluboko v Nekonečném moři nachází sada drobných i větších ostrovů sopečného původu. Pravděpodobně dle geografické lokality byly pojmenovány jako Ostrovy zapadajícího slunce. Jsou lidmi obydlené, ale politicky neutrální s přátelskými vztahy s Ostrovním královstvím.
Východně od Šedých věží se rozkládá území označené jako Yabonské vévodství a Natal. Jedná se většinou o lesnaté vrchoviny, středem protéká řeka Yabon. Celá západní část severního subkontinentu je od východní ohraničena (směrem ze severu na jih) Severní výšinou, Ponurým lesem a Calastinskými horami, které přechází ve výšinný pás mezi Hořkým a Královským mořem. Z politického hlediska bylo území kdysi pod správou Velké Keshe, říše ovládající většinu rovníkového subkontinentu. Její provincie Bosania byla v období krátce před kolonizací Vzdáleného pobřeží kvůli vnitřním nepokojům v oblastech okolo Keshanského pásu úředně i armádou opuštěna ve prospěch tímto směrem expandujícího Ostrovního království. Jednotlivé části provincie potkal různý osud. Východní část v oblastech mezi Hořkým mořem a Calastinskými horami byla dobyta Ostrovním královstvím. Několik měst na území Natalu se posléze spojilo ve volné společenství Svobodná města zabývající se zejména obchodem. Oblast Yabonu se k Ostrovnímu království zcela volně připojila, v průběhu dalších desetiletí bylo pouto spjato i správně. Do území bývalé provincie Bosania také spadal velký hořkomořský ostrov Queq. Stejnojmenné město bylo sídlem správy původní severní keshanské provincie. Díky své obchodní i vojenské námořní síle se oblast proměnila v samostatné království. Mezi významná města celé oblasti patří v Yabonu zejména město Yabon (sídlo vévody), LaMut (po Trhlinové válce obýván cizozemskými Tsurany) nebo městečka Loriel, Zün, Sokolka, přístav Ylith v Hořkém moři a hrad Tyr-Sog chránící průsmyk v Zubech světa. V oblasti Svobodných měst je to pak město Natal, přístavy Margrave a Natal nebo městečka Lan, Walinor a Bordon.
Převážně písečné východní pobřeží Hořkého moře s vysokými útesy pod Calastinskými horami je lemováno celou řadou statků a vesnic, ale i měst. Nejsevernějším je Hledien, jižním směrem se nachází Sarth (nad městem na vrcholu hory byl před staletími vystavěn hrad, který byl postupně přeměněn na opatství zasvěcené Ishapovi, kde se do dob Hadí války nacházela největší knihovna Midkemie), Krondor, v Shandonské zátoce přístav Vykor (založen v době Hadí války) a poblíž hranice s Keshí je Konec světa. Poblíž hranice s Velkou Keshí mohutná začíná poušť Jal-Pur, ale také Dolina snů, úrodná nížinná oblast na západním pobřeží Jezera snů. Přes svůj ekonomický potenciál se jedná o zřídka obdělávanou půdu, protože zde každoročně vypukávají vojenské šarvátky mezi Císařstvím (Velká Kesh) a (Ostrovním) Královstvím. Mezi důležitá sídla patří Shamata, Landreth nebo na území Keshe (obyvateli Království označovaného jako pirátského) přístav Durbin, sídlo keshanského námořnictva v Hořkém moři. Později po Trhlinové válce byla na ostrově uvnitř Velkého hvězdného jezera založena Akademie Hvězno, sídlo mágů a vévodské město neformálně přidružené k Ostrovnímu království. Na břehu jezera v průběhu dalších desetiletí vyrostlo moderní město Hvězdno. K Západní polovině Království na úpatí Calastinských hor také patří baronství Darkmoor, vyhlášená vinařská oblast, nebo městečka Tanner a Eggley.
Legendární město Krondor, v mnoha knihách popsaného a v několika počítačových hrách zobrazeno, vyrostlo v místech původní keshanské hraniční strážnice. Jedná se o největší město celé Západní poloviny Ostrovního království a je sídlem prince, královského následníka trůnu. Nad městem se na skalnatém podloží ční královský palác, pobřežní zátoku lemuje veliký přírodní přístav, jehož ústí je chráněno několika moly. Město se postupně rozšířilo i za mohutné opevnění. Jeden čas bylo doslova srovnáno se zemí díky řízené explozi, která měla zastavit invazní armádu v průběhu Hadí války, ale později bylo obnoveny do původní velikosti a hospodářského významu.
Jelikož je Západní polovina Království díky pozdějšímu osídlení a střetu s jinými kulturami a rasami často označována jako divočina, ve Východní polovině je plně rozvinuta civilizace. Správním sídlem je královské město Rillanon, často označovaného jako nejkrásnější město Midkemie zejména díky přestavbě za vlády krále Rodricka Šíleného (období první Trhlinové války). Třetí nejvýznamnější město Ostrovního království je Bas-Tyra (po Rillanonu a Krondoru). Právě mnoho století staré soupeření mezi ostrovem Rillanon a pevninským pobřežím ovládaném Bas-Tyrou dalo základ soudobému Ostrovnímu království. Naprostá většina měst ve Východní polovině království je větší nebo stejně velká jako největší město Západu - Krondor. Důležitým centrem obchodu mezi oběma polovinami Království je Salador, sídlo vévody. Jako hraniční město však bývá označen Malacův Kříž. Dalšími velkými vévodskými městy jsou Cheam, Tiburn, Rodez či Ran nebo významná města Timons, Silden, Sloop nebo Sadara. Méně významným baronským městem na rozhraní obou polovin království a na okraji rozsáhlého hvozdu Ponurého lesa je, či spíše býval Sethanon, které bylo zničeno těsně po konci Trhlinové války. Původně starověké město rasy Valheru ukrývalo Kámen života, po Trhlinové válce v jeskyni pod městem našla útočiště Věštkyně Aalů.
Podobně jako na západě jsou i na východě oba subkontinenty odděleny Královským mořem. V něm se nachází celá řada ostrovů, např. Rillanon nebo Roldem. Termínem Východní království je označováno území na samém východě severního subkontinentu, od Ostrovního království odděleného Velikou řekou Salamar. Jedná se o nesourodé území tvořené úrodnými planinami, mokřinami a mohutnými deltami řek, ale také strmými horami nebo rozsáhlými vrchovinami na severu. Samotný termín vychází z politické situace, kdy je celé území rozděleno do velkého množství malých vévodství, hrabství nebo městských států. Největším z těchto politických útvarů a jediným ležícím mimo kontinentální pevninu je království Roldem, které se v průběhu času snaží celé území ovládnout zejména politickou silou. Dalším významným politickým útvarem je Olaské vévodství s hlavním městem Opardum. Mezi další patří od jihu Miskalon, Roskalon, Maladon, Far Lorem, Aranor. Opast nebo Farinda na severu. Území je také obýváno divoce žijícími kmeny jako např. Orodon.
Území Ostrovního království zasahuje i na území rovníkového subkontinentu. A to např. již výše zmíněno oblastí Doliny snů, měst Hvězdna, Shamaty a Landrethu na západě nebo na východě pobřežních měst Timons, Vichechton, Útočiště či Mys Náznaků. Mimo území císařství Velká Kesh se pak nachází pohoří Vrcholky Quoru. Jedná se o mohutný poloostrov východně od Roldemu obývaném tajemnou rasou gwali nebo slunečnými elfy anoredhel. Severní část subkontinentu je tvořena pohořími Trolí hory, Hvězdné pilíře a Štíty nekonečného klidu a zejména Jal-Purskou pouští, která je největší písečnou pouští světa. Zaujímá téměř stejnou plochu jako celý Yabon a Vzdálené pobřeží dohromady. V několika málo oázách je obývána nomádskými kmeny ve službě císařství. Samotné srdce Císařství Velká Kesh se nachází na rovníku v okolí Hlubokého jezera, což je prakticky sladkovodní vnitrozemské moře. Mezi významná sídla patří na pobřeží Hořkého moře Durbin, sídlo keshanského námořnictva v Hořkém moři, Elarial na pobřeží Nekonečného moře.

## Rasy

### Lidé
Lidé na Midkemii jsou dosti podobní lidem na Zemi, existují zde dokonce kultury podobné těm na naší planetě (asijská, africká, evropská i americká).
Lidé nejsou původem z Midkemie, přišli sem přes trhlinu, když utíkali před Nepřítelem. Od té doby se stali dominantní rasou na Midkemii.

### Elfové
- Eldarové jsou nejmoudřejší a nejstarší rasou, jsou pokládáni za vymřelé. Avšak žijí na Kelewanu na dalekém severu v podzemním dvojčeti elfského lesního města Elvandaru zvaném Elvardein.
- Eledhel Světlí Elfové, Eldorové.
- Moredhel Temní Elfové, Bratrstvo Temné Stezky, Peklomoři, pro Tsurany známí jako Lesní Démoni.
- Glamredhel Šílení, Rudomoři.
- Ocedhel „lid z místa za mořem“ - elfové z Novindu.
- Anoredhel „sluneční národ“ - ochránci Quoru (pohoří na východě Keshe) a Sven´gar-ri
- Taredhel „hvězdný národ“ - před válkami chaosu nejbližší služebníci Valheru. Po začátku válek chaosu (ale dříve než Ashen-Shugar dal všem svobodu) utekli na svět Andcardia.

V dobách před Válkami Chaosu sloužili jako jedna rasa Dračím vládcům. Z elfů žijící v lesích daleko od Valheru se stali eledhel. Blízcí sloužící Valheru začali snít sny o moci a jsou z nich moredhel. Eldarové střeží tajemství Dračích vládců. Předpokládalo se, že zmizeli spolu s jejich pány.
Mezi eledhel a moredhel je rozdíl vlastně jen v myšlení, fyzicky jde vlastně stále o jednu rasu. Někdy probíhá Návrat, při němž se jeden z moredhel stává jedním z eledhel. Lidem pak připadá pouze jako tmavovlasý eledhel, což je rarita, ale ne nemožná. Eledhel a moredhel se mezi sebou nemohou křížit, ale po Návratu může mít proměněný jedinec potomky s eledhel, proč tomu tak je nevědí ani sami elfové.

### Trpaslíci
Trpaslíci žijí dlouho, jejich život se počítá na stovky let, podobně jako život elfů. Nejvíce trpaslíků ve Feistových knihách pochází ze Šedých hor na západě (král Dolgan). Autor se zmínil i o trpaslících z východu z Kamenné hory (král Harthorn).

### Valheru
Valheru byla první rasa na tomto světě, zároveň nejmocnější rasa známého vesmíru. Létali na dracích a dobývali cizí světy, někteří stvořili své vlastní rasy jako služebníky Valheru.
Ve Válkách Chaosu se všichni Valheru (kromě Ashen-Shugara) spojili a bojovali proti bohům. Ze stovek bohů jich přežilo jen 16, když byli Valheru poraženi. Kdyby se byl Ashen-Shugar k ostatním přidal, bohové by možná byli přemoženi, ale bez Ashen-Shugara byli Valheru vyhnáni z Midkemie.

#### Známí Valheru
- Ashen-Shugar - Pán orlích výšin; syn Hali-Marmory; otec a manžel Alma-Lodaky; otec Draken-Korina; poslední z Valheru; reinkarnován do těla Tomase Megarsona, syna Megara Magyi z Crydee, Prince choť Aglaranny královny Elvendaru, otce Calise.
- Draken-Korin - Pán tygrů, syn Ashen-Shugara and Alma-Lodaky, zabit Ashen-Shugarem na konci Válek Chaosu; částečně navrácen, aby aktivoval Kámen života, ale znovu zabit Tomasem/Ashen-Shugarem.
- Alma-Lodaka - Smaragdová hadí královna; dcera a manželka Ashen-Shugara; matka Draken-Korin; skoro reinkarnována do těla lady Cibuly, známé také jako Jorna, manželky Nakora, později Macrose, se kterým zplodila dceru Mirandu.
- Algon-Kokoon - Tyran vzdušného údolí, zabit Ashen-Shugarem.
- Alrin-Stolda - Vládce černého jezera.
- Hali-Marmora - Matka Ashen-Shugara; zabita Ashen-Shugarem.
- Lowris-Takara - Král netopýrů; první Dračí vládce zabitý Ashen-Shugarem.
- Lyron-Baktos - Pán draků; jeho talisman byl použit, aby zneškodnil Věštbu Aalu.
- Kindo-Raber - Pán hadů; roztrhán v zemi Dasati (druhá úroveň reality)

### Ostatní
Midkemia je velice magické místo, přestože dominantní je rasa nemagická - lidé. Elfové, trollové, trpaslíci, obři, goblini, draci a další mnohem exotičtější fantasy stvoření žijí nejen na Midkemii společně s lidmi
Feist ale vymyslel několik vlastních ras včetně Pantathiánců, rasy hadích lidí, snažících se konat zlo, aby navrátili na Midkemii Alma-Lodaku, kterou uctívají jako bohyni, i za cenu veškerého života na Midkemii; Valheru, nebo gwali.

## Bohové Midkemie

### Vyšší božstva
Prvotní slepí bohové
- Rythar - Bohyně řádu
- Mythar - Bůh chaosu

Po pádu slepých bohů
- Ishap - Forma; Bůh rovnováhy; Jenž je nade všemi (nyní mrtvý, to však věřící nevědí)
- Arch-Indar - Bohyně dobra; Jež je dokonalost (nyní mrtvá)
- Nalar (Bezejmenný) - Bůh zla; Šílený bůh (nyní odeslán pryč)
- Abrem-Sev
- Ev-Dem
- Graff
- Helbinor - nečinný bůh

### Nižší božstva
- Silban - matka země
- Sung (LaTimsa) - bílá, čistá
- Ka-hooli - bůh pomsty a spravedlnosti
- Astalon - spravedlivý, stavitel, jenž přináší pořádek
- Banath (Kalkin) - Kejklíř, bůh zlodějů (někdy námořníků)
- Killian - bohyně přírody a lásky
- Tith-Onanka - bůh války (povstal ze 2 téměř mrtvých bohů - Titha a Onaky)
- Dala - ochránkyně
- Ruthia - bohyně štěstěny
- Guis-wa (Fimbulstran)
- Prandur (Jehan-suz) bůh ohně
- Lims- Kragma (Zandros)(Khali-shi) - bohyně smrti, Jež čeká

### Ztracená božstva
- Sarig - Bůh magie
- Wodar-Hospur - Bůh vědomostí, Banath/Kalkin střeží jeho místo
- Eortis - bůh moří, Killian střeží jeho místo
- Drusala - bohyně zdraví, Dala střeží její místo

### Mrtvábožstva
- Isanda - bohyně tance
- Onanka-Tith - mrtvé poloviny Tith-Onanky

Mrtví bohové se mohou navrátit

## Říše

### Ostrovní království
Hlavní město Rillanon. Království se dělí se na západní a východní část, které se od sebe hodně liší. Pánem východní části je král, západní části vládne princ, který sídlí v Krondoru a je pokrevně příbuzný s králem. Východní část království je civilizovanější, a vzdělanější (připomíná Evropu), západní pak divočejší (připomíná Ameriku). V království byla magie na bídné úrovni až do dob mága Puga, který založil universitu v Hvězdně.

### Velká Kesh
Hlavní město Kesh. Císařství podobající se starověké Byzanci. Ohromné území rozdělené na provincie. Na jihu země se vzbouřilo několik provincií a založilo Keshanskou konfederaci. Byli podrobeni zpět. Pro bližší informace nejlépe přečíst knihu Královská krev

### Východní království
Na východě leží několik království, z nichž největší je Roldem. Ostatní jsou většinou menší hustěji osídlená území mezi sebou svářená neustálými politickými boji. S ostrovním království jsou většinou v míru. Hodně se o nich dozvíte v knižní řadě Konkláve stínů.

### Další státy
U hranic se západní částí Ostrovního království se nachází několik menších států nebo volných uskupení: Království Queg, Svobodná města Natalská a Ostrovy zapadajícího slunce.

## Města
- Západní část Ostrovního království: Krondor, Crydee, Yabon, La Mut, Sarth, Ylith
- Východní část Ostrovního království: Rillanon, Bas-Tyra, Salador, Rodez
- Velká Kesh: Kesh, Durbin, Caralyan
- Východní království: Roldem, Opardum, Latagore
- Novindus: Město na Hadí řece, Sulth, Lanada, Maharta, Palamdy
- Svobodná města: Natal, Valinor, Hush
- Divoký sever: Armengar, Sar-Saragoth
- Elfská: Elvandar, Elvardein
- Trpasličí: Šedé věže, Kamenná hora, Dorgin

## Historie
Válka Valheru proti bohům
Původně vládli vesmíru (nejen Midkemii) Valheru, dračí vládci. Poté se objevili bohové a když začali sílit, Valheru se jim postavili a byli poraženi, přestože poprvé v historii spojili svoje síly.
Války s Kelewanem
Takzvaná Trhlinová válka. Mágové z Kelewanu či spíše říše Tsuranuanni otevřeli tzv. trhlinu mezi světy vedoucí do Midkemie. Svému vojevůdci (hlavní velitel vojsk) hlásili, že objevili svět plný kovů, který je na Kelewanu vzácností (takřka se nevyskytují). Válka trvala 9. let a byla ukončena 1. uzavřením trhliny.
Velké povstání
Za severní hranicí Ostrovního království se po roce od ukončení Trhlinové války objevila nová hrozba. Falešný mystický rytíř Temnoty Murmandamus pozvedl svou korouhev a sjednotil pod ní temné elfy, skřety, gobliny a vyvrhele lidské společnosti. V Krondoru zatím proběhl pokus o vraždu prince, při kterém přišla k újmě jeho nevěsta. Od severu se hnuly síly „temnot“ a jejich cílem byl takřka bezvýznamný Sethanon, ve kterém spočíval kámen života, který mohl oživit Valheru - přesněji, to v co se spojili. Válka trvala 2 roky a byla ukončena velkou bitvou pod Sethanonem porážkou Murmandamovy armády.
Hadí válka
"Mezikontinentální" válka, kdy se armáda z Novindusu vedená Pantathiany (Hadími kněží) vylodila v Ostrovním království a opět snažila získat kámen života. Během války byl mimo jiné zcela zničen Krondor.
Temná válka
Boj proti Leso Varenovi (Sidi) dovedl Puga do království Dasatů, v druhé rovině, kde se poté odehrává děj poslední knihy této trilogie. Kelewan je zničen, avšak první rovina je zachráněna.
II.trhlinová válka
III.trhlinová válka

## Kalendář
Název měsíce…počet dní v měsíci
- Banapis…1
- Kimia…18
- Rodec…15
- Staphron…10
- Natinica…12
- Wochem…45
- Mid-Winter…1
- Nuna…11
- Agaeis…37
- Yamiev…11
- Dzanin …39